# 아이티오피아

헤로도투스(Herodotus) 에 따른 세계관 : 리비아 (아프리카)는 아프리카의 뿔 (Horn of Africa)보다 더 이상 남쪽으로 확장 할 수 없다고 상상했다. 사람이 거주 할 수 있는 세계의 최남단에 살고있는 사람들은 에티오피아 인으로 알려져 있다. 대륙의 극단적인 남동쪽에는 마크로비안 (Macrobians)이 있다고 생각했다.

그리스 신화에서 아이티오피아는 고대의 아프리카의 광범위한 지역에서 특정지역을 가리키기위해 사용된것으로 보인다. 현대의 에티오피아와는 다른 고대 에티오피아(그리스어: Αἰθιοπία, Aithiopia)를 가리키는데 처음으로 나일강 상부를 가리키다가가 차츰 나일강 상부뿐만 아니라 사하라 사막의 남쪽과 대서양의 남쪽의 광범위한 모든 특정 지역과 관련하여 고전 문서에서 지리적 용어로 사용되었다.
가장 초기의 언급은 호머의 작품에서 나타난다. 일리아드에서 두 번, 오디세이에서 세 번. 그리스 역사가인 헤로도투스 (Herodotus)는 구체적으로 이 거주지에서 알려진 아프리카의 일부를 언급하기 위해 이 별칭을 사용했다.
아프리카 대륙의 지리학적 지식은 기원후 1세기에 서서히 증가했기 때문에 고대에서 아프리카 (또는 고대 리비아 )는 현재의 마그레브 (Maghreb), 리비아 사막과 서부 사하라 남쪽의 남부 나일 강 서쪽에 있는 모든 사막의 땅을 어렴풋이 가리키고 있다.

## 별자리
아이티오피아의 여왕 카시오페이아와 그녀의 딸 안드로메다 공주의 별자리가 있다.

## 같이 보기
- 케페우스